# Сычёв, Иван Фёдорович
Иван Фёдорович Сычёв — советский хозяйственный и политический деятель.

## Биография
Родился в 1909 году в Калаче-на-Дону. Член КПСС.
Окончил Саратовский государственный университет и Саратовский институт механизации сельского хозяйства.
В 1932—1934 гг. — инженер-экономист Урюпинского чугунолитейного завода, старший мастер Сталинградского завода «Красный Октябрь».
В 1934—1944 гг. — мастер, инженер-технолог, начальник цеха, начальник производства, главный инженер завода номер 614.
В 1944—1954 гг. — заместитель секретаря Саратовского обкома КПСС, первый секретарь Октябрьского райкома ВКП(б) города Саратова, секретарь Саратовского горкома КПСС, секретарь Саратовского обкома КПСС.
В 1954—1962 гг. — первый секретарь Саратовского горкома КПСС.
Избирался депутатом Верховного Совета РСФСР 3-5-го созывов. Делегат XIX, XX, XXI и XXII съездов КПСС.
Умер в 1962 году в Саратове.

## Награды
- Орден Трудового Красного Знамени (дважды, в том числе в 1942)